# Craspedolepta discifera
Craspedolepta discifera är en insektsart som beskrevs av Loginova 1962. Craspedolepta discifera ingår i släktet Craspedolepta och familjen rundbladloppor. Inga underarter finns listade i Catalogue of Life.